# هذا جيشي (فلم)
هذا جيشي (بالإنجليزية: This Is the Army) هو فيلم موسيقي تم إنتاجه في الولايات المتحدة وصدر في سنة 1943. الفيلم من كتابة إرفينغ برلين.

## طاقم التمثيل
- إرفينغ برلين

### ترشيحات وجوائز
| السنة | الحدث  | الفئة               | النتيجة |
| ----- | ------ | ------------------- | ------- |
|       | أوسكار | أفضل موسيقى تصويرية | فوز     |

## الميزانية والإيرادات
حقق أرباحا تقدر بـ 8.5 مليون دولار (est. / Canada rentals).

## وصلات خارجية
- مقالات تستعمل روابط فنية بلا صلة مع ويكي بيانات